# 芳賀高名
芳賀 高名（はが たかな）は、鎌倉時代後期から南北朝時代の武将。宇都宮氏の家臣。父は宇都宮景綱の次男で芳賀氏を継いだ芳賀高久。子に高貞、高家（高貞については、実子説と宇都宮貞綱の子を養子とした説がある）。弟に芳賀氏の庶流岡本氏の祖となった岡本富高。出家後に直山禅可という法名を名乗ったことから芳賀 禅可（はが ぜんか）の別名で知られている。

## 生涯

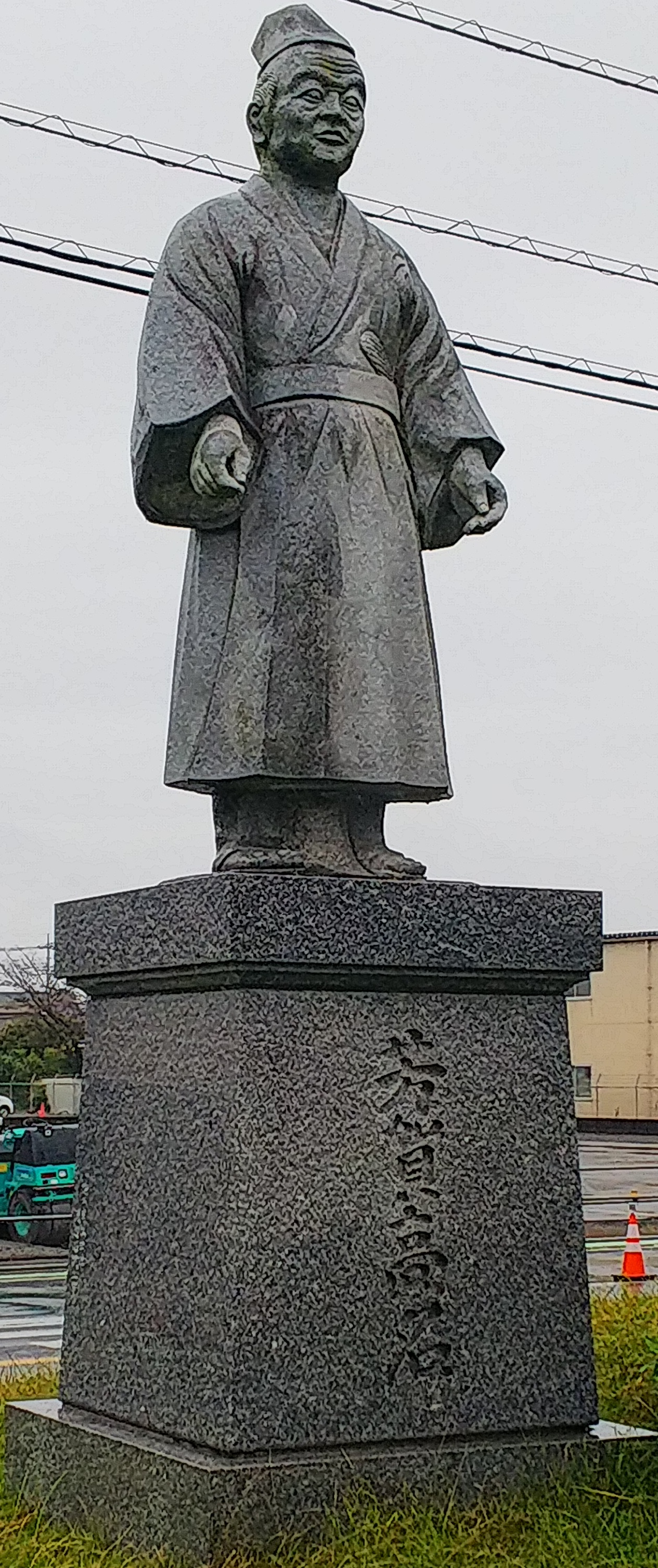
真岡市民会館にある芳賀高名像

初め宇都宮公綱に仕えて鎌倉幕府の楠木正成追討に参加、天王寺の戦い・千早城の戦いでの幕府軍の苦戦にかかわらず奮戦して武名を挙げる。公綱は鎌倉幕府滅亡後建武政権に従い、政権崩壊も南朝方についていたが、禅可は公綱に対する反発から彼を排除、嫡子氏綱を擁立して宇都宮氏を北朝方に転じさせる。このため、南朝側の反感を買って暦応4年/興国2年（1341年）には居城の飛山城を攻め落とされている。だが、観応2年/正平6年（1351年）の薩埵峠の戦いでは、足利尊氏に味方して勝利を決定づけ、合戦後に成立したいわゆる薩埵山体制において主君氏綱は戦功によって足利直義方について失脚した前関東執事上杉憲顕に代わって上野・越後両国の守護に任じられた。
鎌倉時代以来、一貫して小山氏によって下野守護を独占されていた宇都宮氏にとって初めての守護補任であり、その功労者である禅可は両国の事実上の守護代に任ぜられた（ただし、当時禅可は既に出家していたため、実際には子の高貞・高家が守護代に任ぜられ、父の禅可が実務を執っていたとされている）。両国には復権を狙う上杉氏・新田氏の勢力が存在しており、禅可率いる宇都宮軍はそうした勢力の鎮圧に尽力した。また、憲顕に代わって関東執事となった畠山国清も鎌倉府の機構を入間川御陣に移すなどの支援体制を取った。
ところが、鎌倉公方足利基氏は父・尊氏が没すると、父が討伐対象にした上杉憲顕を復権させるべく働きかけ、貞治元年/正平17年（1362年）に突如氏綱は越後守護職を解任されて憲顕が守護に復帰した。これに反発した芳賀氏一族は上杉氏の軍勢に対して抵抗した。翌年、越後に入った憲顕が基氏の命により関東執事に復帰するために鎌倉に向かうことを知った禅可は途中の上野板鼻で憲顕を討ち取ろうとするが失敗、武蔵岩殿山・苦林野で基氏の追討を受けて敗れ去った。既に畠山国清が失脚している中でのこの事件は宇都宮氏による鎌倉府への反抗とみなされる。
氏綱は上野守護も解任され、基氏による討伐を受けて降伏した。『太平記』によればこの時、氏綱は「禅可の此間の挙動、全く我同意したる事候はず（禅可の先の行動は私は全く同意した覚えはない）」と述べたとされている。憲顕の復権という目的を達成した基氏はそれ以上氏綱の責任を追及することはなく、禅可が宇都宮氏のために責任を負う形で退くことになった。
応安5年/文中元年（1372年）に82歳で没したと伝えられる。栃木県真岡市の海潮寺には禅可の肖像画が伝えられている。